# Người Campuchia gốc Việt
Người Campuchia gốc Việt là nhóm người sinh sống tại Campuchia nhưng về mặt huyết thống, xuất phát từ Việt Nam.
Cộng đồng người Campuchia gốc Việt là dân tộc thiểu số lớn nhất tại Campuchia. Theo RFA, năm 2016 cộng đồng người Campuchia gốc Việt có khoảng 156.000 người, chủ yếu sinh sống ở các tỉnh phía Đông giáp với VN, tại thủ đô PhnomPenh và tỉnh SiamReap nhưng theo CIA thì người Việt ở Campuchia chỉ khoảng 0,1% tức khoảng 16.000 người. Mặc dù có những tranh chấp sâu đậm giữa hai dân tộc Khmer và Việt trải dài qua mấy thế kỷ nhưng trên đất nước Campuchia hai nhóm vẫn chung sống cận kề nhau.

## Phân bố
Người Campuchia gốc Việt tập trung ở những đô thị như Phnôm Pênh, song một số đáng kể sống dọc theo sông Mê Kông, sông Bassac và vùng Biển Hồ mưu sinh bằng nghề chài lưới. Dưới thời Pháp thuộc, phần lớn phu phen trong các đồn điền cao su của Pháp là người Việt được mộ sang làm lao công. Người Việt cũng là thành phần công chức cấp dưới trong chính quyền thuộc địa Đông Pháp cùng những tư chức trong các hãng xưởng.
Theo ước tính của học giả người Mỹ Donald J. Steinberg thì vào thời điểm năm 1950 có 291.596 người Việt (chiếm hơn 7% tổng dân số Campuchia) sinh sống trên đất Campuchia. Họ tập trung ở Phnôm Pênh và các tỉnh miền đông như Prey Veng, Kandal, Kampong Cham và Kampong Chhnang.

## Lịch sử
| Số liệu người Việt tại Cao Miên | Số liệu người Việt tại Cao Miên |
| Năm                             | Dân số                          |
| ------------------------------- | ------------------------------- |
| 1874                            | 4452                            |
| 1911                            | 79.050                          |
| 1921                            | 140.225                         |
| 1936                            | 191.000                         |
| 1950                            | 319.596                         |
| 1965                            | 400.000-450.000                 |
| 1975                            | 30.000                          |
| 1979                            | 300.000                         |
| 1981                            | 500.000                         |

### Trước thế kỷ 19
Thư tịch cổ ghi rằng người Việt và người Khmer đã có tiếp xúc từ thế kỷ 13. Sau khi Champa bị Đại Việt thôn tính thì dân Việt tiến vào đến khu vực Đông Nam Bộ và đồng bằng sông Cửu Long thuộc Thủy Chân Lạp. Từ khoảng giữa thế kỷ 17 trở đi Chân Lạp suy yếu vì nội chiến và bị Xiêm xâm lược, các chúa Nguyễn đã dùng nhiều cách như hôn nhân chính trị, áp lực ngoại giao cùng thế mạnh quân sự, để dần dần sáp nhập vùng Đông Nam Bộ và đồng bằng sông Cửu Long vào xứ Đàng Trong, đặt ra phủ Gia Định. Cùng lúc đó, đội quân của chúa Nguyễn cũng đụng độ với quân Xiêm để tranh giành ảnh hưởng lên đất Chân Lạp. Về cơ bản, Campuchia bị kiềm kẹp giữa 2 nước lớn là Xiêm và Việt.

### Thời nhà Nguyễn
Sang thế kỷ 19, nhà Nguyễn dưới triều vua Minh Mạng đã sáp nhập toàn phần lãnh thổ phía Đông Campuchia, gọi là Trấn Tây Thành, vào nước Đại Nam. Mọi thể chế từ việc cai trị đến phong tục đều có lệnh phải bỏ lề lối bản xứ mà theo cách của người Việt. Việc triều chính thì quan lại Cao Miên phải thay cả phẩm phục và lễ nghi. Đối với dân chúng Campuchia thì không những nền độc lập bị xóa bỏ mà cả sự tồn vong của dân tộc cũng lâm nguy. Do đó, người dân Campuchia liên tục nổi dậy, lại có thêm triều đình Xiêm hậu thuẫn các lực lượng chống chính quyền nhà Nguyễn. Quan quân nhà Nguyễn sau cùng phải rút khỏi Campuchia sau mấy năm chinh chiến, bỏ phép trực trị mà chấp nhận lệ triều cống như cũ.

### Thời Pháp thuộc
Đến giữa thế kỷ 19, Pháp xâm lăng rồi chiếm đất Nam Kỳ. Người Pháp sau đó thuyết phục vua Campuchia chấp nhận chế độ bảo hộ của Pháp trên đất nước Campuchia. Dù vậy, ảnh hưởng của người Việt ở Campuchia thay vì thuyên giảm dưới sự can thiệp của Pháp, lại càng tăng khi chính quyền bảo hộ thường tuyển mộ dùng người Việt làm nhân sự trong bộ máy hành chính. Công nhân người Việt cũng sang làm phu đồn điền cao su ở Campuchia.
Năm 1874 khi người Pháp mở cuộc điều tra dân số tại Campuchia thì có 4.452 người Việt trên tổng số 746.424 dân cư. Đến năm 1911 thì có 79.050 và năm 1921 thì tăng lên là 140.225 người gốc Việt. Riêng tại thủ đô Nam Vang thì có 18.990 người gốc Việt, chiếm 61% dân số thủ đô.
Sang năm 1936 chính phủ bảo hộ ghi nhận có 191.000 người Việt sinh sống trên đất Campuchia..

### Vương quốc Cao Miên 1953-70
Quan điểm của các chính quyền Campuchia đối với thiểu số người dân gốc Việt bị chi phối bởi quan hệ ngoại giao với cả hai chính thể miền Bắc và Miền Nam Việt Nam và địa vị Campuchia trong cán cân chiến tranh Việt Nam. Phản ảnh tình hình đó người Việt tại Campuchia ra ba tờ báo, mỗi tờ theo một lập trường. Tờ Hồn Việt ủng hộ Việt Nam Cộng hòa, tờ Sống chung theo Việt Nam Dân chủ Cộng hòa, và tờ Trung lập.
Dưới thời vua Sihanouk, dân gốc Việt bị liệt là ngoại kiều. Người Campuchia theo chủ nghĩa dân tộc cực đoan thì xem người Việt thiểu số là đặc công thi hành âm mưu thôn tính Campuchia của Việt Nam. Chính quyền cũng ra chính sách cấm đoán và ngược đãi người gốc Việt, ép họ phải nhập tịch. Báo chí cũng bị cấm đoán.

### Cộng hòa Khmer 1970-75
Sau khi Sihanouk bị truất phế, người Việt thiểu số lại bị hai chế độ Cộng hòa Cao Miên của Lon Nol (1970-1975) và Cao Miên dân chủ của Pol Pot (1975-1979) ra tay sát hại. Ngay sau cuộc đảo chính lật đổ Sihanouk của Lon Nol, chính quyền mở nhiều đợt tàn sát hàng nghìn người Việt diễn ra ngay ở Phnôm Pênh. Lon Nol còn ban luật chỉ cho phép người gốc Việt đi lại từ 7 giờ sáng đến 11 giờ sáng, cùng cấm đoán người Việt làm một số nghề phổ thông, khiến sinh hoạt của cộng đồng người Việt bị tê liệt. Lon Nol còn ra lệnh thiết lập một số trại tập trung cho người dân gốc Việt, giam giữ hơn 30.000 người. Con số này sau tăng lên đến 90.000. Họ bị ép hồi hương. Theo thống kê của Hội Hồng thập tự Việt Nam Cộng hòa năm 1970 thì có 33.570 gia đình gồm 167.630 người Việt hồi hương được hội thiện nguyện này cứu giúp. Tính đến Tháng Tám, 1971 thì con số người tỵ nạn tăng lên hơn 250.000 người đã bỏ Campuchia về Việt Nam Cộng hòa. Dân số người Việt ở Nam Vang, một thời lên đến 350.000 (50% cư dân Nam Vang), tụt xuống chỉ còn khoảng 30.000. Một số bị giết hại, hàng trăm xác, có thể lên đến 3.000-4.000 thả trôi sông xuôi dòng Bassac về Việt Nam. Sau vì áp lực quốc tế, Lon Nol chấp nhận để Hải quân Việt Nam Cộng hòa đưa tàu lên đón số người bị giam giữ hồi hương. Tính đến năm 1975, ước tính là 400.000 người Việt đã rời Cao Miên về Việt Nam, còn lại chỉ khoảng 200.000.

### Cộng hòa Dân chủ Campuchia 1975-79 & Cộng hòa Nhân dân Campuchia 1979-92
Năm 1975 Khmer Đỏ lên nắm quyền ở Phnom Penh. Campuchia và Cộng hòa Xã hội Chủ nghĩa Việt Nam mặc dù chung ý thức hệ vì cùng là cộng sản nhưng lại có nhiều tranh chấp sâu đậm. Rạn nứt tiến từ xung đột biên giới đến chiến tranh quy mô; hai nước huy động toàn bộ quân đội đốc chiến. Khoảng 170.000 người Việt ở Campuchia bị Khmer Đỏ lùa sang biên giới đuổi về Việt Nam. Số còn lại khoảng 30.000, phần bị giết, bị bệnh và chết đói; có thể nói cộng đồng người Việt ở Campuchia bị triệt hạ hoàn toàn.
Trong thời gian Việt Nam giúp đỡ nhân dân Campuchia chống nạn diệt chủng, số người Việt ở Campuchia lại hồi phục dần. Tuy nhiên thường dân gốc Việt vẫn là mục tiêu giết hại khiến hơn 21.000 người gốc Việt phải bỏ Campuchia về lại Việt Nam.

### Vương quốc Campuchia
Năm 1993 qua trung gian Liên hiệp quốc chính quyền chuyển tiếp Campuchia (United Nations Transitional Authority in Cambodia) tổ chức tổng tuyển cử, cho phục hồi vương triều Campuchia và đổi quốc hiệu là Vương quốc Campuchia. Sôi động chính trị Campuchia sau đó lại châm ngòi nổ ra mấy đợt tàn sát dân gốc Việt khiến 25.000-40.000 người vượt biên giới lánh nạn ở Việt Nam, tập trung ở hai tỉnh An Giang và Đồng Tháp.
Tình trạng người dân gốc Việt vào thế kỷ 21 vẫn còn nhiều khó khăn. Cho dù đã sinh sống trên đất Campuchia nhiều đời, luật pháp vẫn cấm không cấp cho họ giấy tờ tùy thân, không cho sở hữu ruộng đất, khiến họ chỉ mỗi có nghề chài để sinh nhai. Khoảng 90% dân gốc Việt sinh sống cuộc đời trôi nổi trên xuồng bè sông nước. Kết quả là trẻ con không được ghi danh nhập học, không được đi thi, người lớn thì không có quyền bỏ phiếu. Trong đợt tuyển cử năm 2013, người gốc Việt bị uy hiếp, ngăn cản không được đến phòng phiếu. Họ còn bị nhà chức trách địa phương sách nhiễu, bắt bớ làm tiền mà không có cách nào khiếu nại.
Trước năm 1996, trẻ em thuộc gia đình có một phụ huynh sinh trên đất Campuchia có thể ghi danh chính thức để nhập học. Nhưng sau đó, luật pháp thay đổi, đòi hỏi cả cha lẫn mẹ phải chứng minh đã sinh ra trên đất Campuchia và có quyền cư trú hợp pháp thì con em mới được đi học, khiến cho nhiều trẻ em gốc Việt không thể hưởng quyền công dân và hội nhập xã hội Campuchia.
Vào thế kỷ 21, nhiều người gốc Việt ở Campuchia không có giấy tờ nên không thể tiếp cận việc làm, học hành và các nguồn lực quốc gia. Họ bị cô lập và sống hết sức nghèo khổ qua nhiều thế hệ. Vì không có giấy tờ, nên họ không có quyền sở hữu đất, nên không được bồi thường khi bị thu hồi đất. Việc học hành của con em Việt kiều cũng hết sức khó khăn, đa phần các em chỉ được học trong những ngôi trường VN, từ lớp 1 đến lớp 5 thôi, nếu muốn học tiếp thì phải về VN.
Ngoài ra, đảng đối lập của Sam Rainsy thường lấy lập trường bài Việt để kích động cử tri dồn phiếu cho đảng mỗi khi bầu cử.
Ngoài hành vi chống người gốc Việt không những được công khai cổ võ bởi đảng đối lập may ngay đảng cầm quyền của Hun Sen cũng theo đuổi. Trường hợp này diễn ra cuối năm 2017 khi chính phủ ra lệnh thu hồi giấy tờ tùy thân của 70.000 người mà hầu hết là người gốc Việt, coi như tước quyền công dân và không công nhận quyền thường trú hợp pháp của họ trên đất xứ Cam.

## Văn hóa

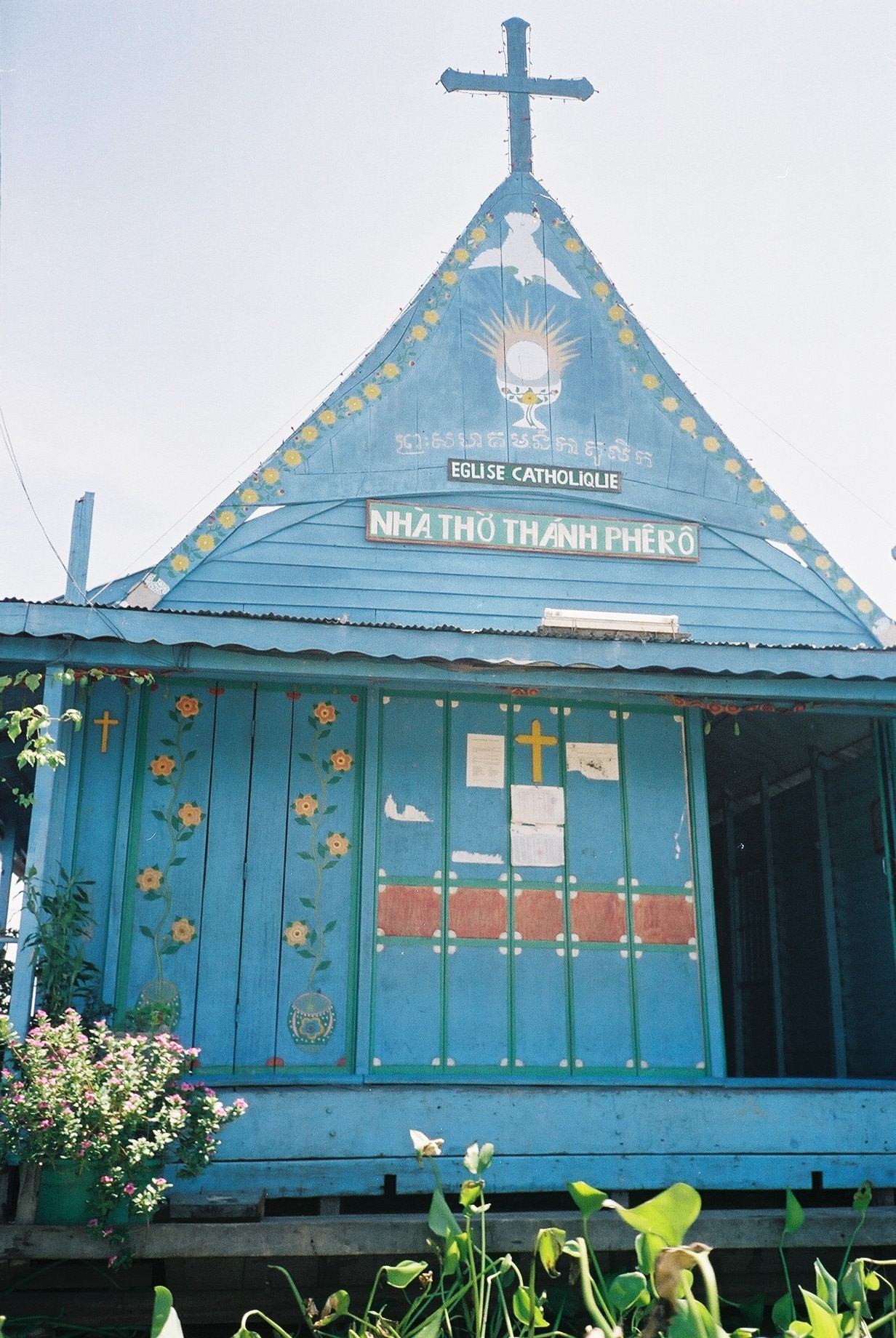
Nhà thờ của người Việt ở Kompong Luong.

Hai ngôn ngữ Việt và Khmer đều thuộc nhóm ngôn ngữ Môn-Khmer. Dù vậy, người gốc Việt không hội nhập hài hòa như người Chăm hay người Hoa với người Khmer, phần vì khác biệt văn hóa và lịch sử giữa 2 dân tộc.
Sau thời kỳ cai trị Trấn Tây Thành của nhà Nguyễn vào thế kỷ 19 và hơn 10 năm Việt Nam chiếm đóng đất Campuchia vào thập niên 1980, nhiều người Campuchia có thái độ nghi ngờ và căm ghét người Việt. Hôn nhân giữa người Việt và người Khmer cũng ít diễn ra so với giữa người Khmer và người Hoa. Mặc dù người gốc Việt sinh sống rải rác chui lủi khắp Campuchia, làm ruộng và làm cá ở thôn quê trong làng nổi ven sông hồ, lớp di cư sau này hay tập trung ở nơi thị thành nên cũng gây khoảng cách tách biệt với người bản xứ.
Về mặt văn hóa thì tục lệ ăn Tết Nguyên Đán vào khoảng tháng Giêng hay tháng Hai dương lịch do cộng đồng người Việt tham gia đông đảo đã trở thành một ngày lễ quan trọng ở Campuchia. Họ cũng du nhập đạo Cao Đài, một tôn giáo lớn ở Việt Nam vào Campuchia.
Riêng đối với Giáo hội Công giáo ở Campuchia thì cộng đồng gốc Việt là nòng cốt. Người gốc Việt chiếm đại đa số giáo dân Công giáo ở Campuchia. Khi chính quyền Campuchia ra chính sách truy nã người Việt vào thập niên 1970 thì cộng đồng giáo dân coi như bị tiêu diệt, và chỉ khôi phục lại vào đầu thập niên 1990 với một nhóm người Khmer. Ước đoán vào năm 2013 thì số giáo dân gốc Việt nay lại tăng dần, chiếm khoảng 2/3 giáo dân Công giáo ở Campuchia. Năm 1970, giáo xứ gốc Việt Russeykeo ở Phnôm Pênh lánh nạn về Việt Nam và định cư tại Đồng Nai, nay thuộc Giáo phận Xuân Lộc.
Ngày nay, vì tỉ lệ thất nghiệp cao ở Việt Nam mà nhiều người Việt sang Campuchia tìm việc làm, trong khi nhiều người khác mưu cầu một cuộc sống tốt đẹp hơn cho dù chỉ một số ít đạt được ý muốn. Vì cho là cạnh tranh kinh tế, nên người Campuchia không có thiện cảm với giới di dân này.

## Thái độ của dân bản xứ
So với hai cộng đồng thiểu số người gốc Hoa hay gốc Thái ở Campuchia thì dân Khmer nói chung không có thiện cảm với người thiểu số gốc Việt. Nhiều sự kiện lịch sử đã góp phần tạo nên mối nghi kỵ nếu không nói là hiềm thù dai dẳng giữa hai dân tộc Khmer-Việt.
Trong khi người Việt coi cuộc Nam tiến là mở mang bờ cõi đất nước thì người Khmer coi đó là sự mất mát lớn cho dân tộc họ. Hậu quả là xứ Thủy Chân Lạp bao gồm đồng bằng sông Cửu Long bị người Việt sáp nhập.
Trái lại, đối với Thái Lan, tuy cũng có thời chiếm đóng và đô hộ Campuchia (nhiều hơn Việt Nam) nhưng phần lãnh thổ có đông người Campuchia sinh sống vẫn tương đối được giữ nguyên vẹn. Các tỉnh bị chiếm đóng trước đó đã được thực dân Pháp giúp Campuchia giành lại từ nước Xiêm (Battambang, Xiêm Riệp).
Ngoài ra về mặt văn hóa và tôn giáo thì cũng có nhiều dị biệt giữa người Khmer và người Việt tạo thêm nhiều ngăn cách. Tựu trung thì trong khi Việt Nam chịu ảnh hưởng văn hóa và học thuật Trung Hoa, còn Campuchia và Thái Lan tiếp thu văn hóa Ấn Độ cùng Phật giáo Nam tông làm nền tảng xã hội nên có nhiều điểm tương đồng hơn.